# Simone Schramm
Simone Schramm (Joinville, 28 de abril de 1961) é uma política brasileira.
Filha de Milton Schramm e de Edith Schramm.
Foi candidata a deputada estadual para a Assembleia Legislativa de Santa Catarina pelo [Partido Progressista Brasileiro]] (PPB), recebendo 28.371  votos e ficando na 1ª suplência do partido, e tomou posse na 15ª Legislatura (2003-2007), convocado em fevereiro de 2003, março de 2005, abril de 2006 e janeiro de 2007.